# Estadio Jorge "El Mágico" González
Het Estadio Jorge "Mágico" González is een multifunctioneel stadion in San Salvador, El Salvador. Het stadion wordt vooral gebruikt voor voetbalwedstrijden. In het stadion is plaats voor 32.000 toeschouwers. Het stadion is vernoemd naar Jorge González (1958), een voormalig profvoetballer uit El Salvador. Het werd geopend in 1935.

## Internationale toernooien
Er werden verschillende internationale toernooien in dit stadion gespeeld. In 1935 en in 2002 werd van dit stadion gebruik gemaakt voor de Centraal-Amerika en Caribbean Games. In 1963 het CONCACAF-kampioenschap 1963.
In 2011 was het tv-programma Wie is de Mol? in dit stadion voor een opdracht.